# Ilha de Ferro
Ilha de Ferro es una serie de televisión brasileña producida y exhibida por la Rede Globo desde 2018. cuenta con la dirección de Afonso Poyart. Creada por Max Mallmann y Adriana Lunardi.                             
Cuenta con Cauã Reymond, Maria Casadevall, Klebber Toledo, Sophie Charlotte y Carol Melgaço en los papeles principales.
- Datos: Q58626779